# Euschmidtia sansibarica
Euschmidtia sansibarica is een rechtvleugelig insect uit de familie Euschmidtiidae. De wetenschappelijke naam van deze soort is voor het eerst geldig gepubliceerd in 1889 door Ferdinand Anton Franz Karsch.
De soort werd door luitenant Carl Wilhelm Schmidt, naar wie Karsch het geslacht noemde, verzameld in het Usambaragebergte in het tegenwoordige Tanzania.